# Parsifal
Parsifal (WWV 111) é uma ópera de três atos com música e libreto do compositor alemão Richard Wagner. Estreou no Bayreuth Festspielhaus em Bayreuth no mês de julho de 1882. É vagamente baseada em Parzival, atribuído a Wolfram von Eschenbach, um poema épico do século XIII do cavaleiro arturiano Parzival (Percival) e sua busca pelo Santo Graal (século XII).
Wagner concebeu o trabalho pela primeira vez em abril de 1857, mas não o concluiu até vinte e cinco anos depois. Foi sua última ópera completa e, ao compor, aproveitou a particular acústica de seu Bayreuth Festspielhaus. Parsifal foi apresentada pela primeira vez no segundo Festival de Bayreuth em 1882. O Festival de Bayreuth manteve o monopólio das produções de Parsifal até 1903, quando a ópera foi apresentada no Metropolitan Opera, em Nova York.
Wagner descreveu Parsifal não como uma ópera, mas como Ein Bühnenweihfestspiel (Um Festival para a Consagração do Palco). Em Bayreuth surgiu uma tradição de que não haveria aplausos após o primeiro ato da ópera.
A grafia de Parsifal feita por Wagner em vez do Parzival que ele usou até 1877 é informada por uma etimologia errônea do nome Percival derivando-a de uma origem supostamente persa, Fal Parsi significando "tolo puro".

## Personagens
| Amfortas          | baixo-barítono         |
| Titurel           | baixo                  |
| Gurnemanz         | baixo                  |
| Klingsor          | baixo                  |
| Parsifal          | tenor                  |
| Kundry            | soprano                |
| 1º e 2º Cavaleiro | tenor e baixo          |
| 4 Escudeiros      | 2 sopranos e 2 tenores |
| 6 Donzelas        | sopranos               |

## Sinopse
A ópera se passa nas legendárias colinas de Montsalvat, na Espanha, onde vive uma fraternidade de cavaleiros do Santo Graal. O mago Klingsor teria construído um jardim mágico povoado com mulheres que, com seus perfumes e trejeitos, seduziriam os cavaleiros e faria com que eles quebrassem seus votos de castidade, e teria ferido Amfortas, rei do Graal, com a lança que perfurou o flanco de Cristo, e todas as vezes em que Amfortas olha em direção ao Graal sente a ferida arder. Tal redenção só poderia ser realizada por um "tolo puro" ("reine Tor" em alemão), significado da palavra "Parsifal". Este, em sua primeira aparição na ópera, surge ferindo um cisne sagrado do bosque próximo ao castelo do Graal, e a todas as perguntas que os cavaleiros lhe fazem responde dizendo que não sabe de nada, nem ao menos seu nome.
Parsifal atravessa o jardim mágico de Klingsor e é seduzido pela misteriosa Kundry, que ora é uma fiel serva do Graal, ora é escrava de Klingsor. Ao beijá-la, sente os estigmas das feridas que afligiam Amfortas e, quando Klingsor atira a lança contra ele, Parsifal a agarra, faz com ela um sinal da cruz e todo o castelo mágico e seus jardins são destruídos. Tempos depois, tendo os cavaleiros se convencido de que ele é o "tolo puro" que traria a salvação, Parsifal cura as feridas de Amfortas e o substitui na condição de rei do Graal.